# Mutualismo

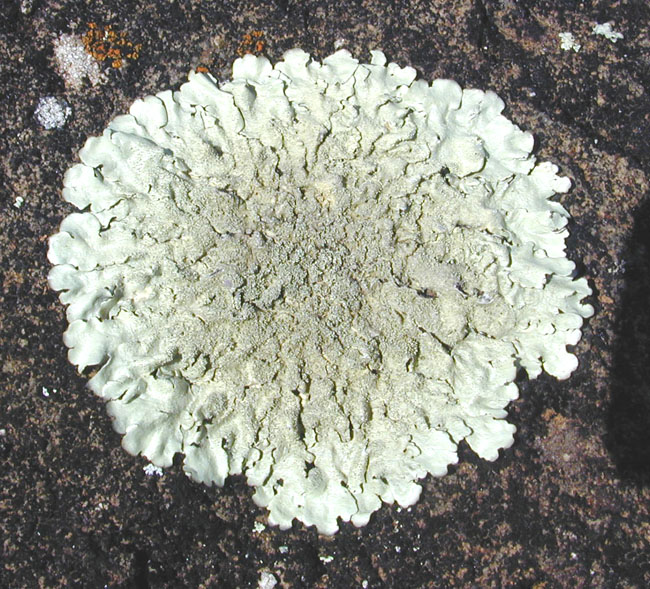
Associazione lichenica

Il mutualismo in termini generici è una relazione stretta fra oggetti, azioni o persone diverse, per trarne un beneficio reciproco.
In biologia assume il significato di simbiosi da cui beneficiano entrambi gli organismi, a differenza di altre forme di simbiosi come parassitismo e commensalismo.

## Concetti generali e terminologia
Il mutualismo è una condizione assai diffusa tra gli organismi viventi e coinvolge organismi appartenenti a tutti i regni del vivente. Il termine fu introdotto da Pierre-Joseph van Beneden nel 1876.
Ad esempio buona parte delle micorrize, simbiosi assai diffusa tra un fungo ed una pianta superiore localizzata nell'ambito dell'apparato radicale, sono mutualistiche. Simile è l'associazione tra ceppi di batteri del genere Rhizobium e specie vegetali a rapido accrescimento come le leguminose erbacee (Fabaceae), con le quali collaborano nell'azotofissazione.
Alcuni mutualismi sono evidenti e noti anche per il loro impatto visivo, ad esempio quella tra i pesci pagliaccio e gli anemoni di mare, altri sono ben più nascosti, malgrado coinvolgano l'uomo, come ad esempio la flora batterica che permette la digestione efficiente del cibo o la difesa da parte di altri microrganismi patogeni. Molte di queste associazioni più che utili sono necessarie alla sopravvivenza stessa dei due organismi.
Nel rapporto di simbiosi si parla in genere di un organismo ospite e di uno simbionte. Nel caso di rapporti mutualistici, l'ospite è l'organismo più grande, mentre il simbionte è quello più piccolo.

### Simbiosi tra animali

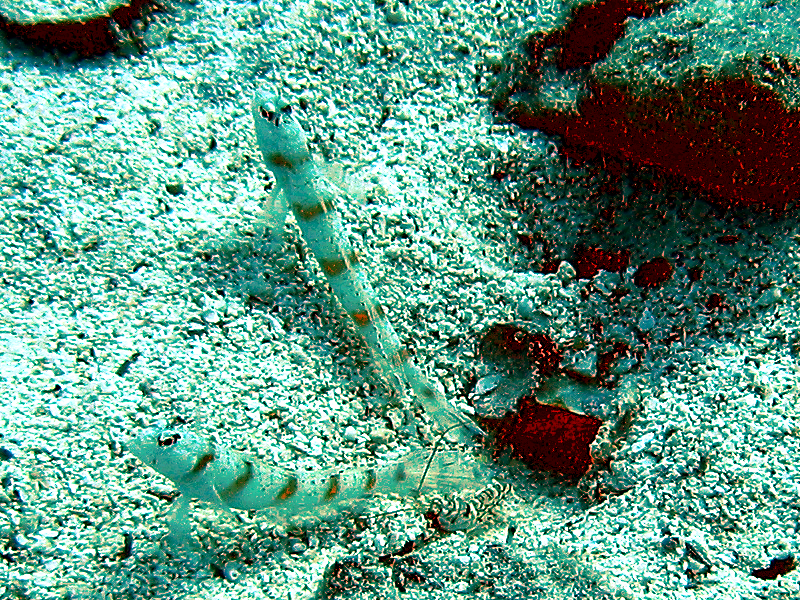
Pesci (genere Gobius) che vivono in simbiosi con un gamberetto.

- Un esempio di simbiosi mutualistica è la convivenza tra i pesci pagliaccio (genere [Amphiprion], famiglia, [Pomacentridae]) che abitano tra i tentacoli degli anemoni dei mari tropicali. Il pesce territoriale protegge l'anemone dai pesci che si nutrono di anemoni, e a loro volta i tentacoli urticanti dell'anemone proteggono il pesce dai suoi predatori, in quanto un muco speciale sul pesce simbionte lo protegge dai tentacoli urticanti.
- Un altro esempio è il Gobius, che talvolta vive insieme ad un gamberetto. Il gamberetto scava e ripulisce una tana nella sabbia nella quale vivono sia il gamberetto che il pesce. Il gamberetto è quasi cieco, cosa che lo lascia vulnerabile ai predatori quando si sposta sopra il livello del terreno. In caso di pericolo il pesce tocca il gamberetto con la coda per avvertirlo. Quando ciò avviene, entrambi si ritraggono rapidamente nella tana.
- Una simbiosi biologica famosa è quella che sussisterebbe fra il piviere egiziano (Pluvianus aegyptius) e il coccodrillo del Nilo. In questa relazione, il coccodrillo arriverebbe perfino a tenere le fauci spalancate, per permettere all'uccello di far pulizia degli avanzi e dei parassiti sui denti. Per l'uccello, questa relazione non sarebbe solo una fonte di cibo sicura, ma anche uno scudo contro i predatori che mai si azzarderebbero ad avvicinarsi al coccodrillo per attaccare l'uccello. Per quanto spesso citato, non ci sono però prove che tale rapporto simbiotico esista realmente[6].

### Simbiosi tra piante
Estremamente importanti, anche in campo applicativo, sono le simbiosi che coinvolgono il Regno vegetale. Le radici di numerose piante sono in stretta relazione con funghi e batteri che ne aumentano le capacità assorbitive in quanto aumentano di molto la superficie esplorativa delle stesse radici. Alcune simbiosi (simbiosi azotofissatrici e micorrize) hanno importanti ricadute in agricoltura e selvicoltura soprattutto per i processi sostenibili o per la coltivazione di ambienti difficili (aridità, salinità, inquinanti...).
Alcune associazioni poi sono talmente importanti che se private di esse le piante perirebbero (ad esempio molte specie di Orchidee). Altra importante funzione è quella di filtro tra la geosfera e la biosfera.
Alcune simbiosi conferiscono alle piante delle caratteristiche che non hanno se isolate: ad esempio piante erbacee da siti geotermali (come Dichanthelium lanuginosum) ospitano
endofiti fungini (gen. Curvularia) che le rendono termotolleranti fino a 60-70 °C. Sia la pianta che il fungo sono termosensibili in condizioni aposimbionti.

## Simbiosi ed evoluzione
La biologa Lynn Margulis, famosa per la ricerca sull'endosimbiosi, ipotizza che le simbiosi possano costituire un'importante componente dell'evoluzione. Considera infatti la nozione darwiniana dell'evoluzione, guidata dalla competizione, come incompleta, e afferma che l'evoluzione è fortemente basata sulla cooperazione, interazione, e dipendenza mutuale tra organismi. Secondo Margulis e Sagan (1986), "la Vita non colonizzò il mondo attraverso il combattimento, ma per mezzo dell'interconnessione". Come negli umani, gli organismi che cooperano con altri della loro specie o di specie differenti, spesso sopravvivono di più rispetto ad altri che non lo fanno.

### Teoria endosimbiotica seriale
Secondo una teoria accettata, cioè la teoria endosimbiotica o teoria endosimbiotica seriale, nata alla fine del XIX secolo, ma riscoperta e riproposta da Lynn Margulis negli anni settanta e ottanta, le cellule eucariote come le conosciamo oggi avrebbero tratto origine dalla simbiosi con organismi procarioti. I vari organelli all'interno della cellula eucariote (mitocondri e cloroplasti in particolar modo), avrebbero avuto origine cioè dall'associazione simbiotica di alcuni procarioti ancestrali che possedevano particolari funzioni ("produrre" energia, attivazione fotosintesi, ecc) con altre cellule. Nel corso dell'evoluzione questa associazione si fece probabilmente sempre più stretta con modificazioni genomiche e funzionali sempre più interdipendenti tra i vari partner dell'associazione. In questo modo si arrivò probabilmente alla costituzione di una simbiosi permanente alla quale nessuno dei vari partner poteva più sottrarsi a scapito della propria stessa sopravvivenza, fornendo così le basi per la comparsa delle cellule animali e vegetali..

## Il concetto di Simbiosi in altri campi
Dagli anni cinquanta è invalso l'uso in medicina e in psicologia di considerare simbiosi anche:
1. il rapporto materno-fetale durante la gravidanza;
2. il rapporto materno-infante, durante l'allattamento (simbiosi psicologica normale o simbiosi infantile);
3. il rapporto materno-bambino durante i primi anni di vita (simbiosi patologica);
4. il rapporto simbiotico che ci può essere fra due amici;
5. il rapporto simbiotico che ci può essere fra due innamorati;
6. il rapporto simbiotico che si instaura in qualche coppia coniugata.